# Shovel
Pour les articles homonymes, voir Sénéchal (homonymie).
Shovel, autrefois Shovel Tattoos, est un auteur de bandes dessinées français dont le vrai nom est Mario Sénéchal. Il est né à Amiens en 1966.

## Biographie
Il est diplômé de l'école d'architecture de Lille en architecture intérieure ainsi que de l'école nationale d'art et d'images d'Angoulême. Il est installé sur l'île de La Réunion depuis le milieu des années 1990. Il y a d'abord exercé comme tatoueur, métier qu'il continue de pratiquer en parallèle à son activité d'auteur de bande dessinée. Son pseudonyme, Shovel, fait référence à son modèle favori de Harley-Davidson : la Shovelhead, sortie l'année de sa naissance, en 1966.
À ses débuts dans la bande dessinée, il publie des planches dans le magazine américain Easyriders. En 2003, sort son premier album, Totoss' your mother, premier tome de la série Invincibles. 
Il signe chez Delcourt pour une série d'heroic fantasy, Dwarf, dont le premier des cinq tomes annoncés parait en 2010.
Depuis 2006, Shovel enseigne le dessin à l'école supérieure des Beaux-Arts de La Réunion. Il donne des cours d’arts plastiques et appliqués dans un centre de formation d'apprentis et anime un atelier de perfectionnement à la bande dessinée sur le site du campus principal de l'Université de La Réunion.

## Albums
- Invincibles (tome 1) : Totoss' your mother, Epsilon Éditions, octobre 2003.
- Invincibles (tome 2) : Zarma Zarma, Epsilon Éditions, janvier 2005.
- Invincibles (tome 3) : Pour un 10.52., Epsilon Éditions, décembre 2005.
- Six Runkels en Amborie (tome 1), Epsilon Éditions, octobre 2006.
- Six Runkels en Amborie (tome 2), Epsilon Éditions, octobre 2007.
- Six Runkels en Amborie (tome 3), Epsilon Éditions, décembre 2008.
- Dwarf (Wyrïmir - tome 1), Delcourt, Paris, septembre 2010
Scénario et dessin : Shovel - Couleurs : Dimitri Fogolin
- Dwarf (Razoark - tome 2), Delcourt, Paris, septembre 2011
Scénario et dessin : Shovel - Couleurs : Dimitri Fogolin
- Dwarf (Tach'Nemlig - tome 3), Delcourt, Paris, janvier 2013
Scénario et dessin : Shovel - Couleurs : Dimitri Fogolin
- Dwarf (Era Drakka - tome 4), Delcourt, Paris, janvier 2014
Scénario et dessin : Shovel - Couleurs : Dimitri Fogolin
- De Roche & de Sève éditions Des Bulles dans l'Océan

## Romans
- Le monde de Ÿar (tome 1) : Le sang de l'hymen, Orphie Éditions, octobre 2015.
- Le monde de Ÿar (tome 2) : Changeline, Orphie Éditions, octobre 2016.

## Notes et références

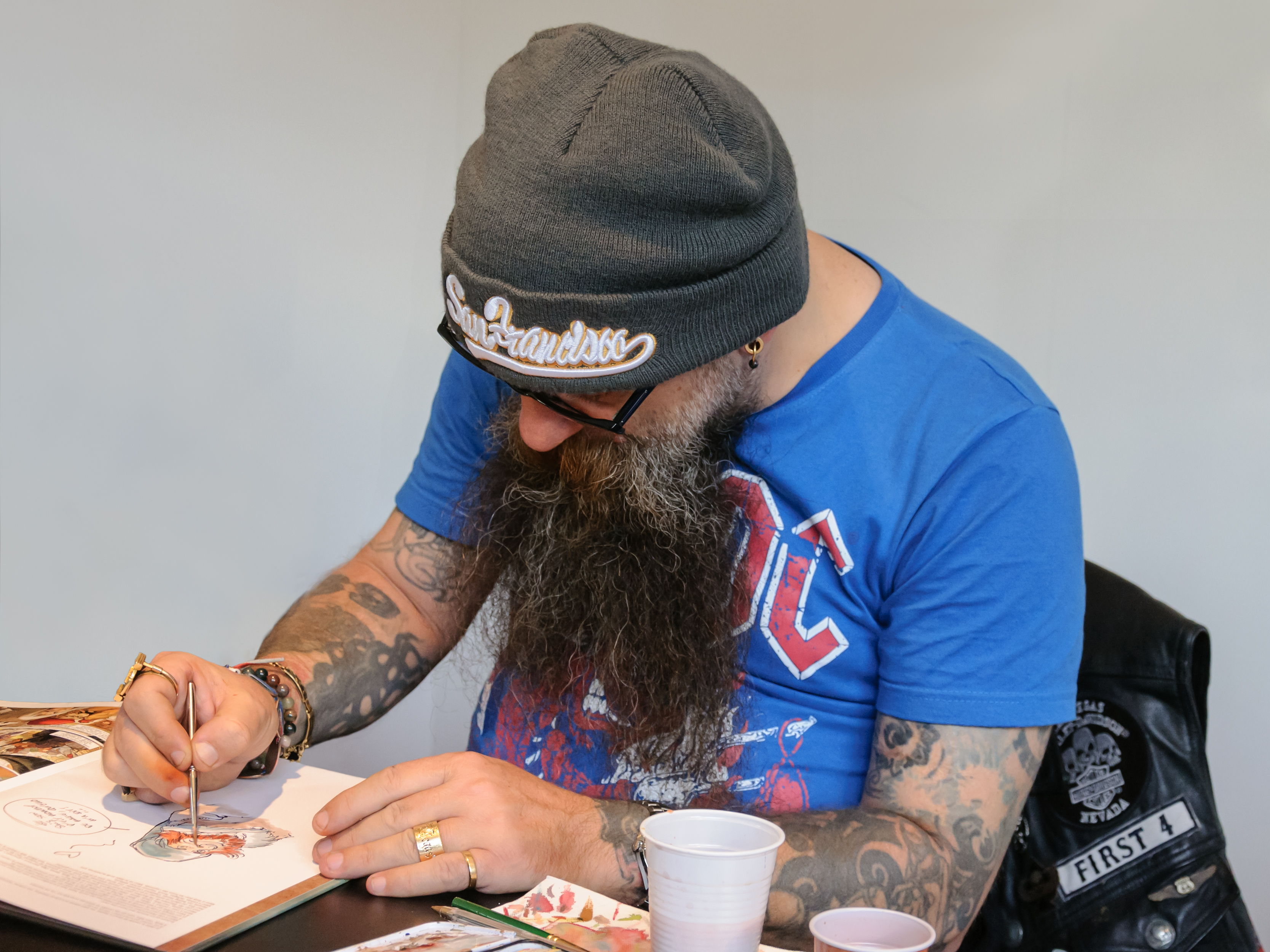
Shovel en dédicace au 40e festival international de la bande dessinée d'Angoulême, en 2013.